# Роберт Вайд
Роберт Б. Вайде (Роберт Вайд, нар. 20 червня 1959 р.) — американський сценарист, продюсер та режисер, можливо, найвідоміший за його роботою над документальними фільмами, серіалом «Угамуй свій запал» та мемом «Directed by Robert B. Weide».

## Рання кар'єра
Вайде почав працювати з кіно, інспектуючи 16-міліметрові навчальні фільми в Публічній бібліотеці Фуллертона в окрузі Оранж, штат Каліфорнія.
У 1978 році, проходячи курси кіновиробництва в Orange Coast College у Коста-Меса (Каліфорнія), Вайде вирішив зняти документальний фільм про братів Маркс, натхненний своєю любов'ю до їх роботи. Не бентежачись повторними відмовами від своїх заявок в американську школу кіно-телебачення, він працював над проектом у свій вільний час і з допомогою Чарльза Джоффе отримав права на кліпи, необхідні для створення фільму. The Marx Brothers in a Nutshell була показана в 1982 році на каналі PBS і стала «однією з найбільш рейтингових програм в історії PBS».

## Документальні фільми
Його проекти включають документальні фільми про чотирьох коміків: W.C. Fields, Mort Sahl, Ленні Брюса та Вуді Аллена.

### Ленні Брюс: Присягаюся казати правду
У 1998 році Вайд режисував документальний фільм «Присягаюся казати правду», який отримав номінацію на премію Академії за найкращий документальний фільм. Роберт Де Ніро був розповідачем у ньому, і в ньому були інтерв'ю з колишньою дружиною Брюса Меді, матір'ю Саллі Марр та колишнім телеведучим Стівом Алленом, який кілька разів був у Брюса на його шоу. Фільм вийшов на HBO.

### Вуді Аллен: Документальний фільм
Згодом Вайд режисував фільм «Вуді Аллен: Документальний фільм», фільм із двох частин для серіалу «Американські майстри», який вийшов у ефір у 2011 році. У фільмі розглядається майже сімдесятилітня кар'єра Аллена як режисера та коміка. У ньому представлені інтерв'ю з Алленом, Дайан Кітон, Скарлетт Йоханссон, Мартіном Скорсезе, Крісом Роком, Оуеном Вілсоном, Ларрі Девідом, Пенелопою Крус та Леонардом Малтіним. Нью-йоркський критик Річард Броді писав:
Це пильний погляд на те, як формувалася кар'єра Аллена, від молодості в Брукліні до його завзятого старту в ролі письменника комедій, його піднесення до місцевої слави як комедійного агента та національної знаменитості на телебаченні, його перехід від сценариста до режисера «ранніх, смішних» фільмів до міжнародного леонізованого аутера до парії та, поступово, знову назад.

## Інші проєкти

### Вгамуй свій ентузіазм
Перші п'ять років Вайде був головним режисером та виконавчим продюсером серіалу Curb Your Enthusiasm. Він був одержувачем неодноразових номінацій на премії Еммі за свою роботу в шоу, і виграв Еммі у 2003 році за роботу режисера протягом третього сезону. Кінцеві титри серіалу стали мемом «Directed by Robert B. Weide».

## Фільмографія

### Сценарист
| Рік          | Назва                                              | Коментарі                         | Дж.    |
| ------------ | -------------------------------------------------- | --------------------------------- | ------ |
| 1982         | Marx Brothers in a Nutshell                        | Телевізійний документальний фільм | [ 10 ] |
| 1984         | The Great Standups                                 | Телевізійний документальний фільм | [ 10 ] |
| 1986         | W. C. Fields: Straight Up                          | Телевізійний документальний фільм | [ 10 ] |
| 1987         | Біллі Крістал: Не виводьте мене — Втрачені хвилини | Спецвипуск (короткометражний)     | [ 10 ] |
| 1989         | Mort Sahl: The Loyal Opposition                    |                                   | [ 10 ] |
| 1996         | Мати Тьма                                          | Художній фільм                    | [ 10 ] |
| 1998         | Ленні Брюс: Присягаюся говорити тільки правду      | Документальний фільм              | [ 10 ] |
| 2011         | Вуді Аллен                                         |                                   | [ 10 ] |
| 2014         | Містер Слоун                                       | 6 епізодів                        | [ 10 ] |
| В очікуванні | Kurt Vonnegut: Unstuck in Time                     | Документальний фільм              | [ 10 ] |

### Режисер
| Рік          | Назва                                             | Коментарі                         | Дж.    |
| ------------ | ------------------------------------------------- | --------------------------------- | ------ |
| 1984         | The Great Standups                                | Телевізійний документальний фільм | [ 11 ] |
| 1989         | Mort Sahl: The Loyal Opposition                   |                                   | [ 11 ] |
| 1998         | Ленні Брюс: Присягаюся говорити тільки правду     | Документальний фільм              | [ 11 ] |
| 1999         | Larry David: Curb Your Enthusiasm                 | Телевізійний фільм                | [ 11 ] |
| 2005         | Земля Америці                                     |                                   | [ 11 ] |
| 2008         | Як втратити друзів і змусити всіх тебе ненавидіти | Повнометражний режисерський дебют | [ 11 ] |
| 2011         | Вуді Аллен                                        |                                   | [ 11 ] |
| 2012         | Парки та зони відпочинку                          | Епізод                            | [ 11 ] |
| 2014         | Містер Слоун                                      | 6 епізодів                        | [ 11 ] |
| 2014         | Виходь за мене                                    | Епізод                            | [ 11 ] |
| 2016         | Грейвс                                            | 2 епізоду                         | [ 11 ] |
| 2000-2020    | Стримай свій ентузіазм                            | 28 епізодів                       | [ 11 ] |
| В очікуванні | Kurt Vonnegut: Unstuck in Time                    | Документальний фільм              | [ 11 ] |

## Нагороди та номінації

### «Оскар»
| Рік  | Категорія                                     | Робота                                        | Результат |
| ---- | --------------------------------------------- | --------------------------------------------- | --------- |
| 1996 | Найкращий документальний повнометражний фільм | Ленні Брюс: Присягаюся говорити тільки правду | Номінація |

### «Еммі»
| Рік  | Категорія                                      | Робота                                        | Результат |
| ---- | ---------------------------------------------- | --------------------------------------------- | --------- |
| 1986 | Науково-популярна серія або спеціальний випуск | W. C. Fields: Straight Up                     | Перемога  |
| 1999 | Видатний документальний фільм                  | Ленні Брюс: Присягаюся говорити тільки правду | Номінація |
| 1999 | Монтаж науково-популярної програми             | Ленні Брюс: Присягаюся говорити тільки правду | Перемога  |
| 2002 | Комедійний серіал                              | Угамуй свій запал                             | Номінація |
| 2002 | Режисура комедійного серіалу                   | Угамуй свій запал — The Doll                  | Номінація |
| 2003 | Комедійний серіал                              | Угамуй свій запал                             | Номінація |
| 2003 | Режисура комедійного серіалу                   | Угамуй свій запал — Krazee-Eyez Killa         | Перемога  |
| 2004 | Комедійний серіал                              | Угамуй свій запал                             | Номінація |
| 2004 | Режисура комедійного серіалу                   | Угамуй свій запал — The Car Pool Lane         | Номінація |
| 2006 | Комедійний серіал                              | Угамуй свій запал                             | Номінація |
| 2006 | Режисура комедійного серіалу                   | Угамуй свій запал — The Christ Nail           | Номінація |
| 2012 | Режисура комедійного серіалу                   | Угамуй свій запал — Palestinian Chicken       | Номінація |
| 2012 | Видатний документальний фільм                  | Вуді Аллен                                    | Номінація |
| 2012 | Режисура комедійного серіалу                   | Вуді Аллен                                    | Номінація |

Премія Гільдії режисерів Америки
| Рік  | Категорія                    | Робота                                  | Результат |
| ---- | ---------------------------- | --------------------------------------- | --------- |
| 2004 | Режисура — Комедійний Серіал | Угамуй свій запал — The Car Pool Lane   | Номінація |
| 2011 | Режисура — Комедійний Серіал | Угамуй свій запал — Palestinian Chicken | Перемога  |

Премія Гільдії продюсерів США
| Рік  | Категорія                | Робота                                  | Результат |
| ---- | ------------------------ | --------------------------------------- | --------- |
| 2003 | Краща епізодична комедія | Угамуй свій запал — The Car Pool Lane   | Перемога  |
| 2005 | Краща епізодична комедія | Угамуй свій запал — Palestinian Chicken | Перемога  |
| 2007 | Краща епізодична комедія | Угамуй свій запал                       | Номінація |